# Дёминский лыжный марафон

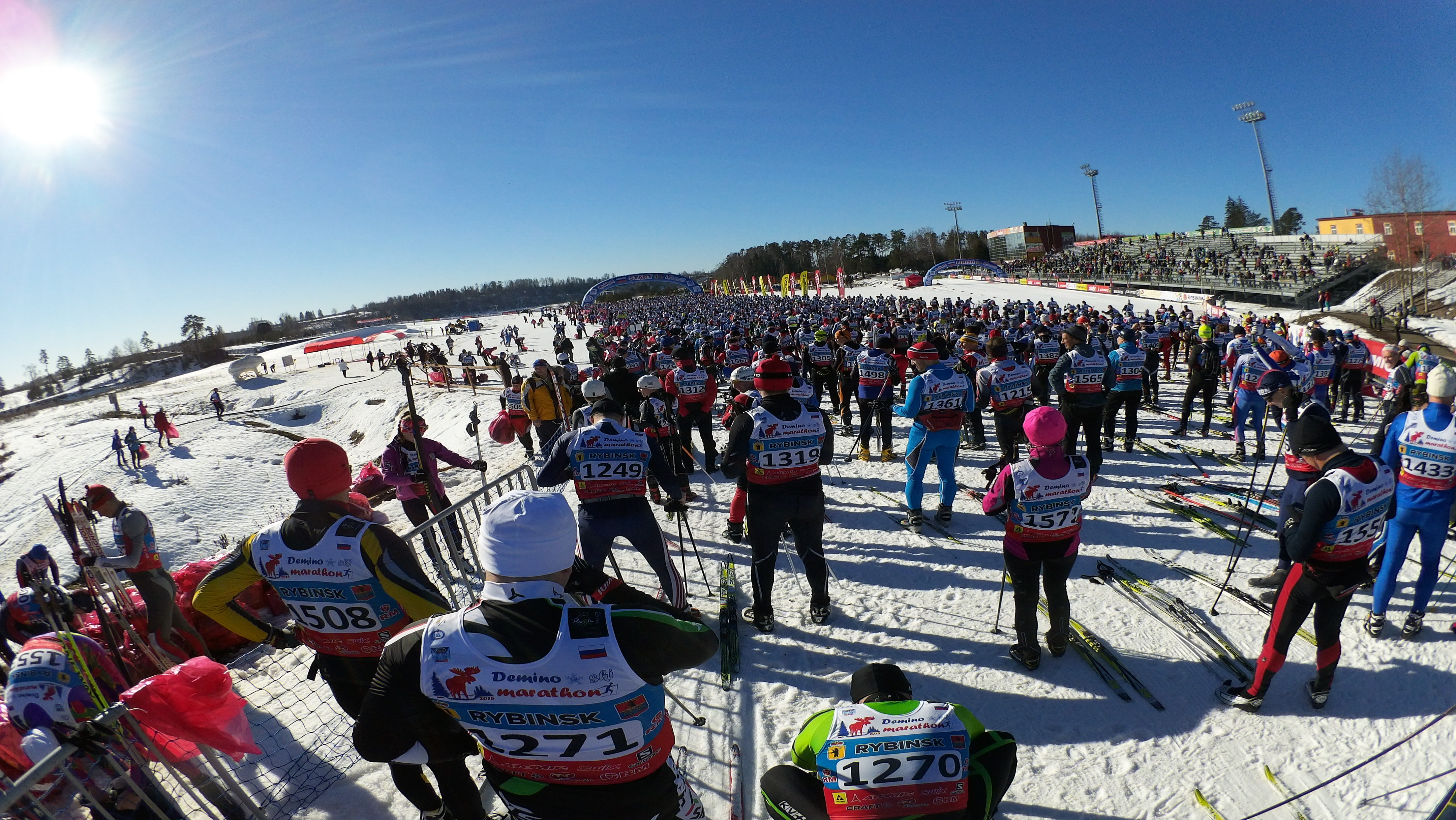
Старт Дёминского лыжного марафона, 2015

Дёминский лыжный марафон — ежегодные соревнования по лыжным гонкам, проводимые в Центре лыжного спорта «Дёмино» в третье воскресенье марта. Самый массовый лыжный марафон России (1648 участников в 2013 году) в рейтинге Союза марафонов «Лыжная Россия». В марафоне принимали участие как профессиональные спортсмены, так и любители. Лыжный марафон является этапом Кубка Дёминских марафонов, в который входит также кросс-кантри веломарафон и легкоатлетический полумарафон по пересеченной местности. Рекорд трассы 50 км - 01:44:04 (Александр Большунов)

## Дистанции
Дистанция основной гонки составляет 50 км, а стиль прохождения выбран свободный. Гонка проходит в два или в один круг в зависимости от готовности трассы.
Кроме 50 км, устраиваются гонки на дополнительные дистанции-спутники. Например, в 2015 году была гонка 10 км для юниоров и марафон (1 км) для детей. В 2015 года добавлена дополнительная дистанция 50 км классическим стилем со сменой лыж.

## История
Дёминский лыжный марафон проводится с 2007 года. До этого соревнования на 50 км в Дёмино проводились в течение 10-15 лет в честь Владимира Михайловича Наумова, энтузиаста-организатора лыжных трасс. Дата проведения приурочена ко дню рождения В.М.Наумова.
В 2007 году из-за погодных условий круг был сокращен до 5 км.
В 2008 году марафон был включен в российскую ассоциацию лыжных марафонов Russialoppet.
В 2012 году портал skisport.ru в качестве первоапрельской шутки опубликовал новость о замене директора Дёминского марафона и планах нового директора - построить шесть лыжных мостов через Волгу, перенести финиш марафона в Ярославль и т.д. Читатели поддержали розыгрыш своими комментариями, новость стала популярной и была опубликована в том числе на официальном сайте марафона.
С 2013 года марафон включен в международную ассоциацию Worldloppet по результатам инспекции 2012 года.Статус действовал до 2022 года.
В 2013 году марафон занял первое место в номинации «Лучший проект в области спорта» национальной премии в области событийного туризма "Russian Event Awards".
В 2014 году марафон был отменен менее чем за неделю до старта из-за погодных условий.
Юбилейный Ростех Деминский марафон, состоявшийся 6 и 7 марта 2022 года, ознаменовался рекордным количеством участников, созвездием олимпийских звезд разных лет и победным дублем Александра Большунова, который установил новый рекорд золотой гонки на 50 километров. В женской гонке лидером стала олимпийская чемпионка Пекина Наталья Непряева.
Победители на дистанции 50 км
| Год  | Количество участников | Мужчины               | Результат       | Женщины             | Результат       |
| ---- | --------------------- | --------------------- | --------------- | ------------------- | --------------- |
| 2007 | 86                    | Александр Абрамов     | 2:40:55 (52 км) | Ирина Семерикова    | 1:39:56 (30 км) |
| 2008 | 399                   | Андерс Эукланн        | 2:07:36         | Людмила Цыпулина    | 1:23:39 (30 км) |
| 2009 | 1357                  | Алексей Иванов        | 2:11:04         | Ольга Рочева        | 2:19:09         |
| 2010 | 1020                  | Алексей Иванов        | 2:11:41         | Наталья Зернова     | 2:20:00         |
| 2011 | 1192                  | Сергей Ширяев         | 2:03:03,2       | Наталья Зернова     | 2:17:26,10      |
| 2012 | 1291                  | Вадим Нестеров        | 2:03:49,0       | Екатерина Рудакова  | 2:17:27,2       |
| 2013 | 1645                  | Флориан Костнер       | 2:28:18         | Ольга Михайлова     | 2:43:11         |
| 2014 | не проводился         |                       |                 |                     |                 |
| 2015 | 1402                  | Сергей Турышев        | 1:48:49,6       | Екатерина Рудакова  | 1:55:36,4       |
| 2016 | 1585                  | Евгений Дементьев     | 1:45:01,5       | Ольга Рочева        | 1:54:39,8       |
| 2017 | 1732                  | Рауль Шакирзянов      | 1:53.36,4       | Ольга Рочева        | 2:02:55,2       |
| 2018 | 1779                  | Андрей Мельниченко    | 2:00:53,3       | Светлана Николаева  | 2:11:59,9       |
| 2019 | 1913                  | Константин Главатских | 1:52:38.31      | Перевозчикова Алена | 2:00:22.31      |
| 2020 | 1868                  | Шакирзянов Рауль      | 02:01:28        | Перевозчикова Алена | 02:13:43        |
| 2021 | 1949                  | Дмитрий Кондрашов     | 01:59:32        | Марина Черноусова   | 02:04:48        |
| 2022 | 2328                  | Большунов Александр   | 01:44:04        | Непряева Наталья    | 01:55:03        |
| 2023 | 2591                  | Алипкин Андрей        | 02:01:11        | Елизавета Пантрина  | 02:10:21        |
| 2024 | 2514                  | Большунов Александр   | 01:49:33        | Заборская Светлана  | 02:01:22        |